# Spiaggia di Pontal

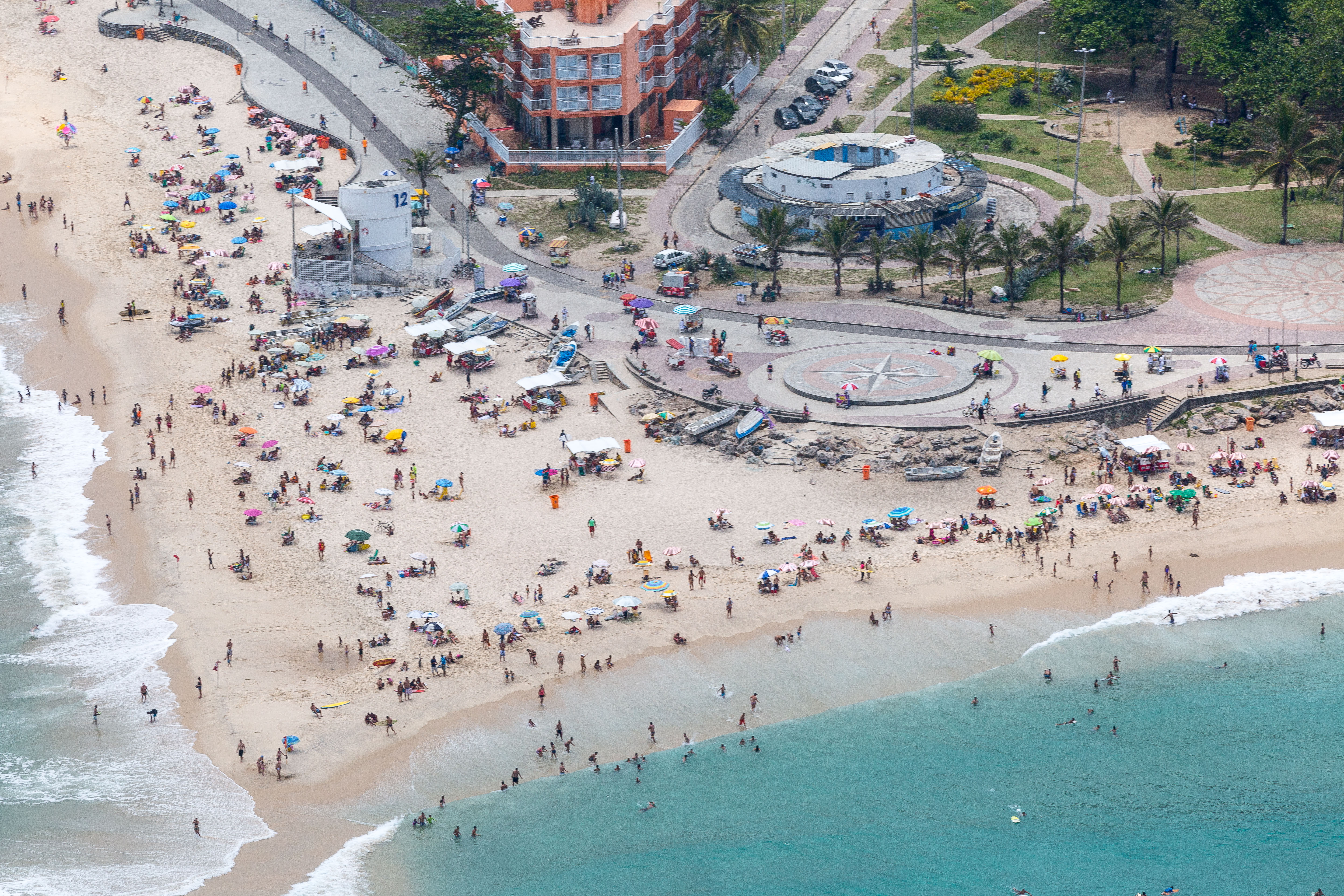
La spiaggia di Pontal nel 2016.

La spiaggia di Pontal (in portoghese Praia do Pontal) è una spiaggia di Rio de Janeiro, Brasile. Situata nel quartiere Recreio dos Bandeirantes, nella zona ovest della città, si estende da Plaja Recreio e Pedra do Pontal fino a Plaja Macumba e Pedra de Itapuã. In particolare, la spiaggia è stata resa famosa dalla canzone degli anni 1980 Do Leme Ao Pontal di Tim Maia.
Nell'agosto 2016, la spiaggia ha ospitato la maratona di atletica e le gare ciclistiche di corsa a cronometro dei Giochi della XXXI Olimpiade. Il percorso per le gare di ciclismo era lungo 29,8 km; la partenza era fissata presso piazza Tim Maia, dopo 9,7 km si raggiungeva la prima salita e poi la seconda dopo 19,2 km.